# Jun Fukushima
Jun Fukushima (jap. 福島 潤 Fukushima Jun; ur. 4 września 1976 w prefekturze Ehime) – japoński seiyū.

## Wybrane role głosowe
- 2001: Chitchana yukitsukai Sugar –
  - Alan,
  - Sam,
  - Thunder Tsukai
- 2001: Hikaru no go – uczeń
- 2002: Jūni kokuki – kolega z klasy
- 2003: Dear Boys – Yuki Nozomi
- 2003: D.N.Angel – Yūji Nishimura
- 2014: No Game No Life – król
- 2015–2016: Mistrzowie kaijudo – Akagiyama Basara
- 2015: Fate/stay night – Atrum Galliasta
- 2016–2025: KonoSuba – Kazuma Satō
- 2016: Tōken ranbu – Urashima Kotetsu
- 2018: Hugtto! Pretty Cure – Harriham Harry
- 2018: Sora yori mo tōi basho – Dai Himi
- 2018–2021: Odrodzony jako galareta – Gabiru
- 2019: Bakugan: Battle Planet – Wynton Styles
- 2019: Sewayaki kitsune no Senko-san – Mitaka
- 2019: Fruits Basket – Makoto Takei
- 2021: Vivy: Fluorite Eye’s Song – M-00205
- 2022: Paripi Kōmei – Owner Kobayashi
- 2023: Czarne chmury w moim sercu – Chikara Ōta
- 2023: Hikikomari kyūketsuki no monmon – Arman Gandesblood
- 2023: Undead Unluck – Clothes[1]